# Emmi Jurkka
Emmi Irene Jurkka, född Tuomi 21 april 1899 i Helsingfors, död 17 oktober 1990 i Helsingfors, var en finländsk skådespelare. Hon var syster till Arvi och Valter Tuomi samt gift med Eino Jurkka.
Åren 1921–1968 medverkade Jurkka i 41 filmer och TV-serier. 1954 tilldelades hon både Pro Finlandia-medaljen och Jussistatyetten för bästa kvinnliga statist i filmen Kun on tunteet.

## Filmografi
- Se parhaiten nauraa, joka viimeksi nauraa, 1921
- Kun isällä on hammassärkyy, 1923
- Sano se suomeksi, 1931
- Kun isä tahtoo..., 1935
- Kaikenlaisia vieraita, 1936
- Eteenpäin - elämään, 1939
- Herrat ovat herkkäuskoisia, 1939
- Herra johtajan "harha-askel", 1940
- En mans väg, 1940
- Eulalia-täti, 1940
- Ketunhäntä kainalossa, 1940
- Suomisen perhe, 1941
- Viimeinen vieras, 1941
- Varaventtiili, 1942
- Puck, 1942
- Keinumorsian, 1943
- Maskotti, 1943
- Hans största seger, 1944
- Kilroy sen teki, 1948
- Keittiökavaljeerit, 1948
- Piraten älskaren, 1949
- ...ja Helena soittaa, 1951
- Yö on pitkä, 1952
- 'Kärlek i mars, 1954
- "Minökö isä!", 1954
- Oi, muistatkos...,  1954
- Alla äro vi oskyldiga, 1954
- Tähtisilmä, 1955
- Säkkijärven polkka, 1955
- Helunan häämatka, 1955
- Jokin ihmisessä, 1956
- Silja - nuorena nukkunut, 1956
- Rintamalotta, 1956
- Pää pystyyn Helena, 1957
- Asessorin naishuolet, 1958
- Iloinen Linnanmäki, 1960
- Teatterituokio, 1962 (TV-serie)
- Tervehdys Berthalta, 1965
- Asemahotelli, 1965 (TV-serie)
- Virkeät varttuneet, 1966
- Kuten haluatte, 1968 (TV-serie)
- Emmi, 1981 (Dokumentär, som sig själv)[2]